# Leucorrhinia fujisana
Leucorrhinia fujisana är en trollsländeart som beskrevs av Matsumura 1898. Leucorrhinia fujisana ingår i släktet kärrtrollsländor, och familjen segeltrollsländor. Inga underarter finns listade i Catalogue of Life.